# 金原杏奈
金原 杏奈（かねはら あんな、1989年2月15日 - ）は日本のファッションモデル。東京都出身。所属事務所はモアナ。
特技はソフトボール。
Miss EDWINのイメージキャラクターや、資生堂TSUBAKIのCM出演、ハイファッション系雑誌、ファッションショーのモデルとして活躍。
日本だけでなく、海外のコレクション、雑誌などでも活動中のファッションモデルである。

## 主な出演

### TV
- ファッション通信（BSジャパン）
- LIVE JAM 2005（NHK）

### テレビドラマ
- ブラッディ・マンデイ Season2 （2010年1月-3月、TBSテレビ） - ホタル役

### 広告・CM
- 資生堂TSUBAKI
- 丸井
- エドウィン
- SONY サイバーショット
- Minuit:un
- ユニクロ
- 東レ

### 雑誌
- VOGUE NIPPON
- 流行通信
- GINZA
- BAZZAR
- 装苑
- SPUR
- 花椿

### 海外雑誌
- VOGUE TAIWAN
- A4
- SPORT＆STREET
- ELLE KOREA
- WE Magazine
- PurpleFashion#04

### ショー
- シャネル
- エルメス
- EMPORIO ARMANI
- COMME des GARCONS
- ジャン＝ポール・ゴルチエ
- ボッテガ・ヴェネタ
- サルヴァトーレ・フェラガモ

## 書籍

### 写真集
- スーパースクールガール2006